# Возвращение Хомейни в Иран

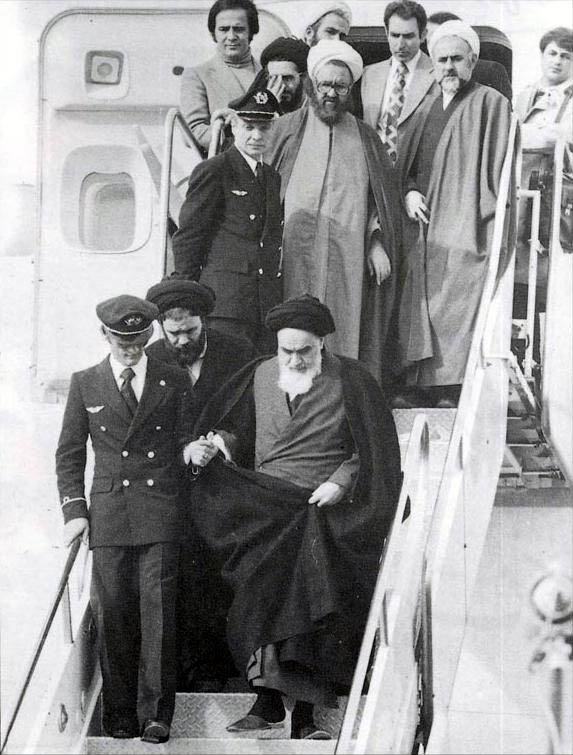
Прибытие аятоллы Хомейни

Возвращение аятоллы Хомейни в Иран — одно из ключевых событий Исламской революции 1979 года. Утром 1 февраля (12 бахмана 1357 по иранскому календарю) Хомейни вернулся в Тегеран на чартерном Боинге-747 Air France после 15 лет изгнания в Турции, Ираке и Франции. В иранской столице его встречали более 3 миллионов человек.

## Хомейни в изгнании (1964–1979)
Радикальные светские реформы шаха Реза Пехлеви и его сына Мохаммеда Реза Пехлеви настроили против монархии шиитских священнослужителей, лидером которых в начале 1960-х годов стал Рухолла Хомейни.
Хомейни был арестован и выслан из Ирана в 1964 году за активное противодействие прозападной политике шаха и его реформам «белой революции». Хомейни провел более 15 лет в изгнании за свою оппозицию монархии; сперва он был сослан в Бурсу (Турция), затем он переехал в Эн-Наджаф (Ирак), где пробыл до сентября 1978 года. К этому времени недовольство шахом усиливалось, и в начале октября Хомейни отправился в Нофль-ле-Шато (Франция).

## Подготовка к возвращению
Хомейни решил вернуться в Иран после того, как 16 января 1979 года шах Мохаммед Реза Пехлеви покинул Иран. 21 января был сформирован комитет приветствия, чтобы организовать и обеспечить возвращение Хомейни. В газетах «Кейхан» и «Эттелаат» было объявлено, что Хомейни скоро вернется в Иран. После публикации этой новости, сотни тысяч людей из разных городов направились в Тегеран, чтобы дождаться возвращения Хомейни.
Первоначально планировалось, что аятолла Хомейни прибудет в Иран 26 января, но премьер-министр Шапур Бахтияр объявил, что аэропорты будут закрыты. Из Парижа Хомейни заявил, что вернется, как только будут открыты аэропорты. Закрытие аэропортов привело к массовым протестам и забастовкам. Только в Тегеране во время столкновении с шахскими войсками погибли 28 человек. 29 января аэропорт был вновь открыт по приказу Бахтияра, и Хомейни объявил новую дату возвращения — 1 февраля.

## Возвращение и посещение Бехеште-Захра
1 февраля аятолла Хомейни вылетел в Иран на чартерном самолете Air France под номером 4721. Его сопровождали как сподвижники, так и 120 международных журналистов. Присутствие такого количества международных журналистов было страховкой с целью обеспечения безопасности самолета от нападения со стороны шахских генералов, вынашивавших планы физического устранения Хомейни и его ближайшего окружения.
Тем временем французское правительство пыталось заполучить заверения от иранских властей, что авиалайнер не будет сбит над Ираном.
Американский журналист Питер Дженнингс спросил аятоллу Хомейни, что он думает по поводу возвращения в Иран после 15 лет вынужденной эмиграции. Хомейни ответил: «Хич» (ничего). Заявление Хомейни привлекло много внимания, и смысл его заявления оспаривается. Некоторые из критиков Хомейни утверждали, что его ответ продемонстрировал апатию по отношению к Ирану и его народу. Другие интерпретировали его ответ как вдохновленный философией Ибн Араби идеального человека и шиитским мистицизмом, утверждая, что Хомейни пытался достичь совершенного бесчувственного состояния, такого как состояние Махди.
1 февраля 1979 года в 9:30 утра Хомейни прибыл в Иран, где его приветствовали миллионы иранцев. Это событие отмечается в Иране как государственный праздник. После выступления в международном аэропорту Мехрабад он отправился на кладбище Бехеште-Захра, где были похоронены многие люди, погибшие во время революции. Миллионы сторонников выстроились на дорожке, восхищаясь его именем, и сотни тысяч собрались на кладбище, чтобы послушать его речь. Хомейни заявил, что кабинет Шапура Бахтияра является незаконным, и сказал, что назначит свой собственный. Он заявил: «Я назначу правительство! ... При поддержке народа я назначу правительство! Я сделаю это, потому что народ одобрил меня!».

Выступая на кладбище с двадцатиминутной речью, Хомейни заявил, что он отвергает предложение Бахтияра о возможности создания нового правительства и пригрозил ему арестом, если тот не уберётся из страны. В частности, он заявил: 
Он сам, его правительство, его парламент, его сенат незаконны. И если это будет продолжаться, все они должны быть преданы суду. Мы их будем судить. Я назначу правительство. Я дам по зубам нынешнему правительству.

## Спутники Хомейни
На французском Боинге помимо самого Рухоллы Хомейни в Иран возвращались его соратники по революции, опальные деятели искусства, профессора, семья Хомейни и большое количество журналистов. Среди них были:
- Абольхасан Банисадр
- Садек Готбзаде
- Ибрагим Язди
- Хасан Ибрагим Хабиби
- Джафар Шафи-заде
- Ахмад Хомейни
- Мехди Монтазери
- Мехди Араги
- Садек Табатай
- Расул Садр Амели

## Падение шахского правительства
5 февраля аятолла Хомейни назначил Мехди Базаргана премьер-министром временного правительства. 8 февраля офицеры военно-воздушных сил Ирана пришли в дом Хомейни и изъявили свою верность революции. Правительство Бахтияра объявило комендантский час, которую Хомейни призвал своих сторонников игнорировать. Революционеры начали захватывать полицейские участки, тюрьмы и правительственные объекты.
11 февраля по решению начальника Генерального штаба иранской армии генерала Аббаса Карабаги в армейском штабе Верховного командования собрался Высший военный совет Ирана, которое заявило о нейтралитете армии в конфликте между правительством Бахтияра и революционерами. Армейские части были возвращены в казармы. На заседании Высшего военного совета присутствовали 27 высших генералов (включая А. Карабаги) вооруженных сил Ирана, среди них были: Джафар Шафакат, Хоссейн Фардуст, Нассер Могадам, Абдол Али Бадреи, Амир Хосейн Рабии, Манучехр Хосроудад, Камаль Хабиболлахи и другие.
Бахтияр был вынужден подать в отставку и уехать в Париж. В этот день революционеры одержали победу. Десять дней между прибытием Хомейни и революционной победой отмечается в Иране как десятилетие фаджра — Дахе-е фаджр.